# Platyspathius ruiliensis
Platyspathius ruiliensis är en stekelart som beskrevs av Chao 1978. Platyspathius ruiliensis ingår i släktet Platyspathius och familjen bracksteklar. Inga underarter finns listade i Catalogue of Life.